# Ford Thunderbird (première génération)
Pour les articles homonymes, voir Thunderbird.
Cette page est une annexe de l'article « Ford Thunderbird ».
La Ford Thunderbird I ou T-Bird ou Classic Birds 1re des 11 générations de Ford Thunderbird (oiseau-tonnerre de la mythologie nord-amérindienne) est une voiture de sport GT coupé-cabriolet V8 du constructeur automobile américain Ford, commercialisée entre 1955 et 1957 à 53 166 exemplaires. 

## Histoire
Ce modèle de voiture de sport GT coupé-cabriolet de série des Big Three américains est conçu en même temps que le concept car Chrysler Falcon V8, en réponse au succès de la nouvelle Chevrolet Corvette C1 V8 de l'exposition General Motors Motorama du Salon de l'automobile de New York 1953. La Corvette étant elle même développée en réponse à la popularité chez les Américains de l'époque des voitures de sport GT coupé-cabriolet européennes. Cette première Ford deux places depuis 1938 est nommée Thunderbird (oiseau-tonnerre, de la mythologie nord-amérindiennes) et surnommée par Ford « voiture personnelle de distinction » ,,, appellation reprise par la presse automobile de l'époque. 

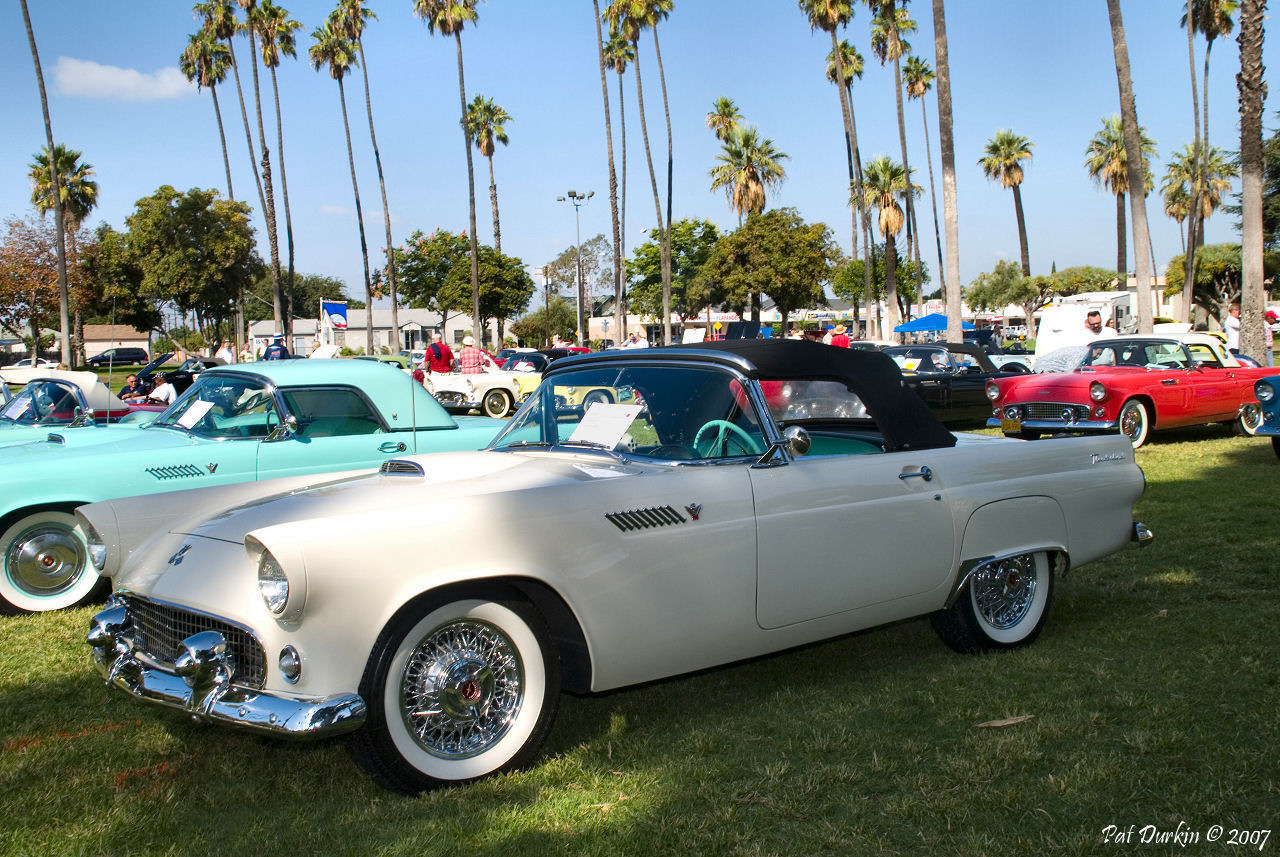
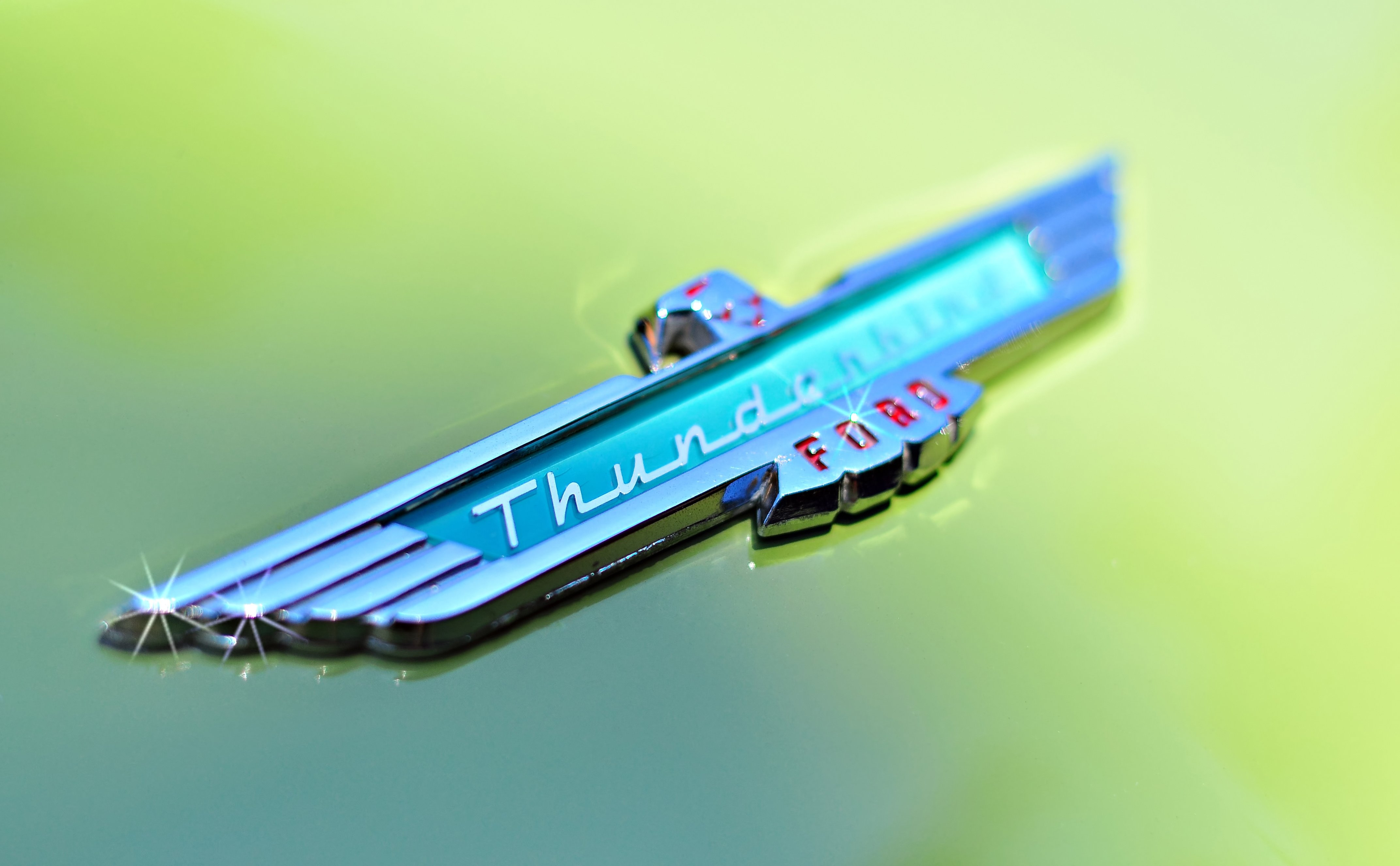
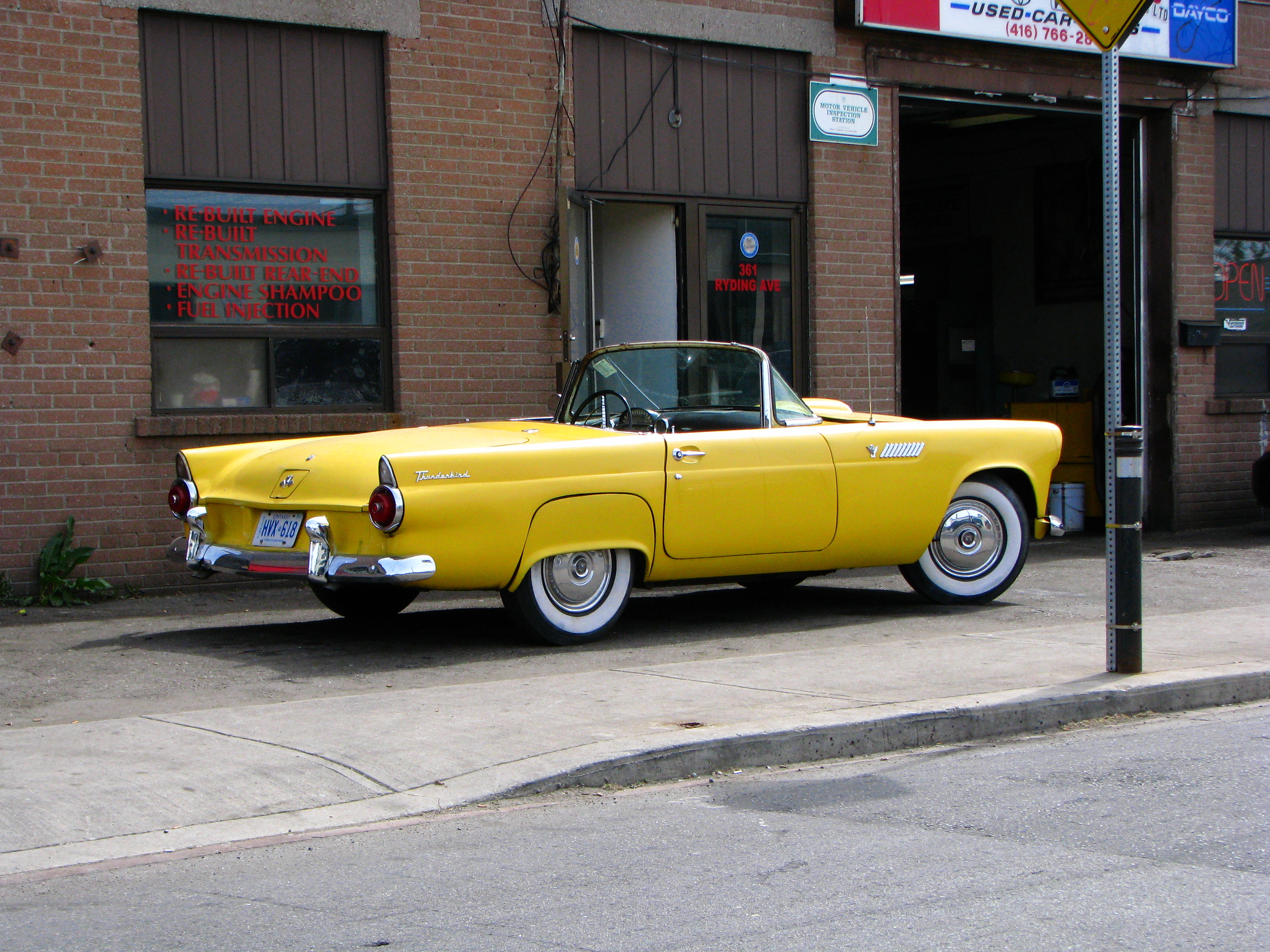

Créée par le designer Ford George W. Walker (en), elle s'inspire des lignes stylistiques d'une série de concept-cars Ford futuristes en vogue de l'époque, dont les Ford Muroc (1950), Ford Vega (1953), Ford X-100 (1953), Ford FX-Atmos (1954), Ford Mystere (1955), Ford La Tosca (1955), Ford X-1000 (1955), Ford Thunderbird Mexico (1956), Ford De Paolo (1956), ou Ford X2000 (1957)... Cette voiture de série est construite sur l'héritage des roadsters construits sur mesure des années 1930. Elle reprend également de nombreux composants existants, marquant le début des voitures personnelles de luxe en tant que segment de masse aux États-Unis,. Bien que légère pour son époque et motorisée par un moteur V8 Ford standard de 4,8 L, la Thunderbird se concentrait davantage sur le confort du conducteur que sur la vitesse, sans concurrencer directement ses rivales Corvette ou voitures de sport européennes d'alors. La Thunderbird s'est avérée plus adaptée au marché américain que la Corvette, avec 16 155 Thunderbird vendues en 1955, contre 674 Corvette. Ce fut la seule Thunderbird convertible deux places jusqu'à la Ford Thunderbird (onzième génération) en 2002.

## 1955
Ford dévoile cette Thunderbird au Salon de l'auto de Détroit le 20 février 1954. La première voiture de série sortit de la chaîne le 9 septembre 1954 et fut mise en vente le 22 octobre 1954 en tant que modèle de 1955 et se vendit rapidement ; 3 500 commandes ont été passées dans les dix premiers jours de la vente. Alors que seules 10 000 voitures étaient prévues, 16 155 ont été vendues en 1955.

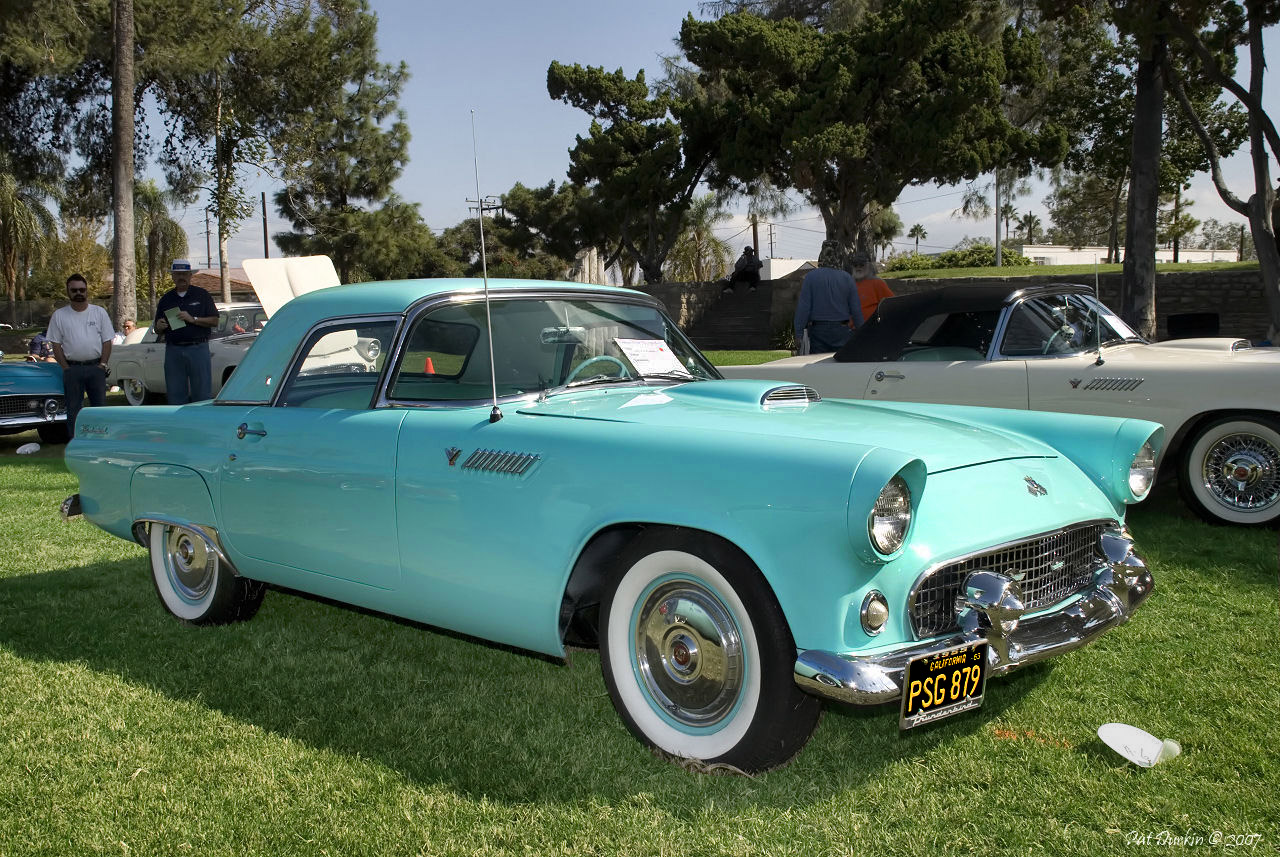
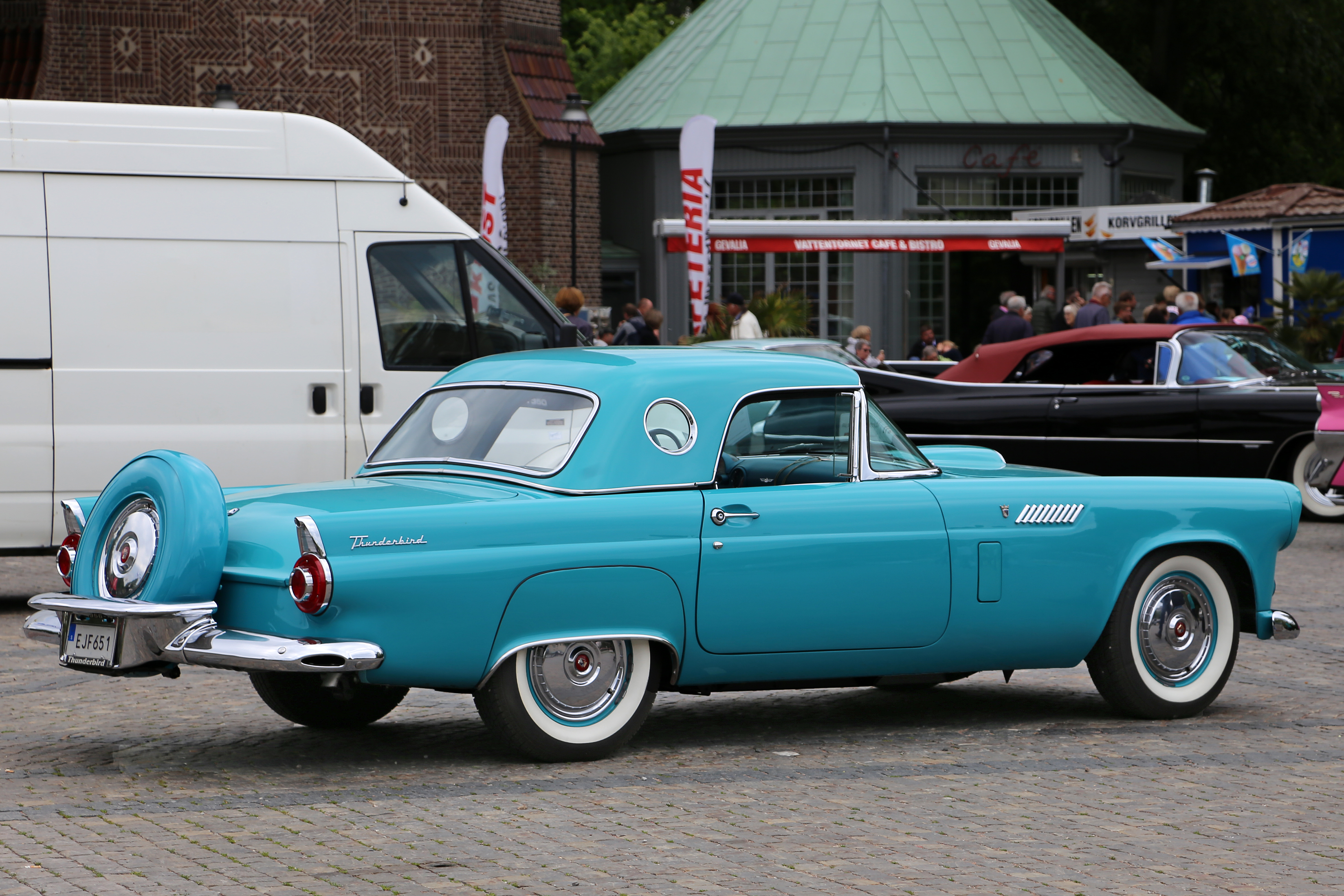

La Thunderbird est livrée avec des jupes d'aile et un toit amovible hardtop en fibre de verre en équipement standard, avec un toit convertible en tissu comme option couramment spécifiée. 

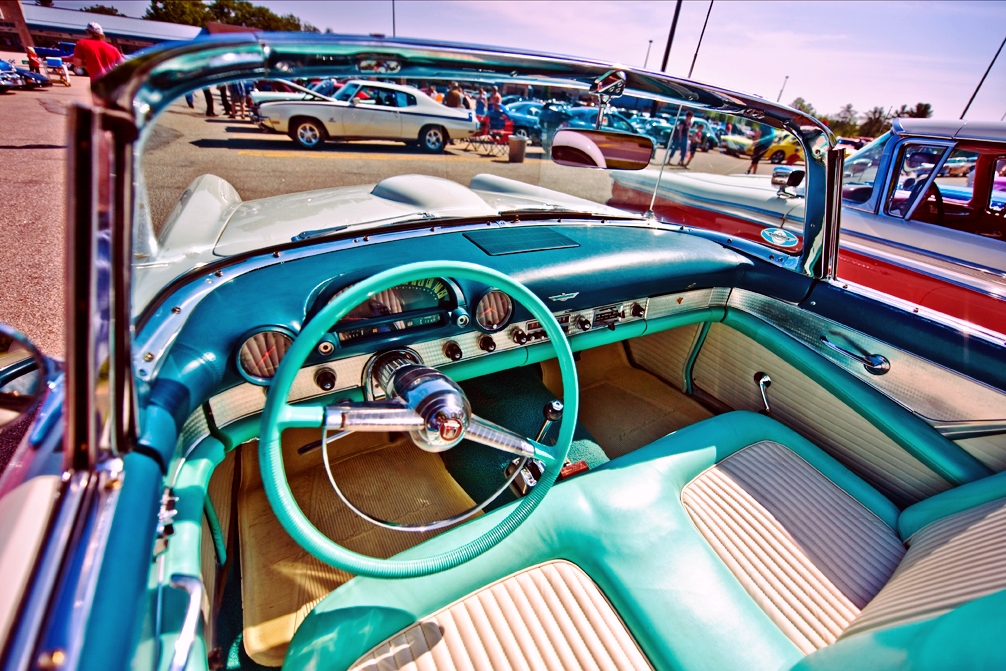
Tableau de bord et intérieur

Elle est motorisée par un moteur Ford V8 Y-block OHV (en) de 4,8 L de cylindrée, qui consommait 13,1 L/100 km. Les tuyaux d'échappement sortaient par deux protections de pare-chocs boulonnées au pare-chocs arrière.

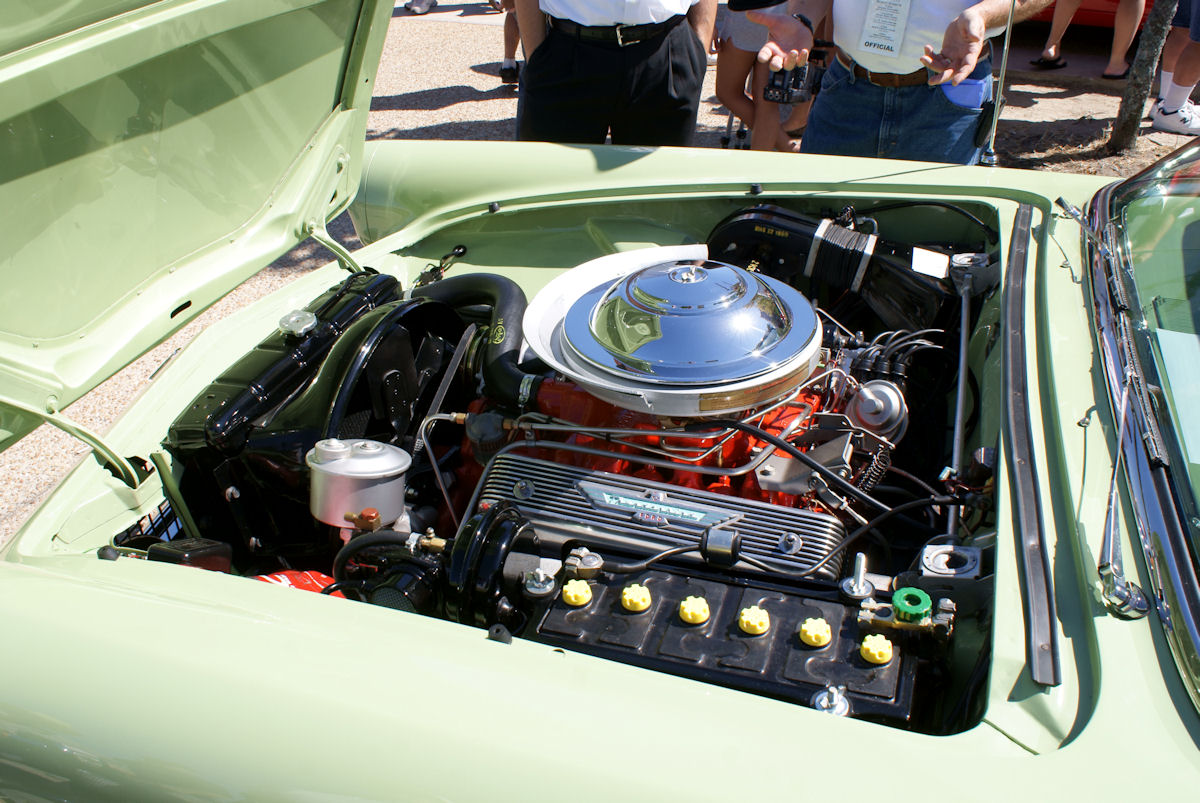
Moteur Ford V8 Y-block OHV de 4,8 L de cylindrée

La voiture utilisait un châssis et une suspension existants et des composants mécaniques de Ford disponibles dans le commerce. Elle a été construite en utilisant une technique de carrosserie sur cadre, utilisant une version de conception des Ford standard, réduite à un empattement de 2 591 mm, identique à la Corvette. Le moteur était associé à une transmission automatique Fordomatic ou une transmission manuelle, et la voiture était équipée de sièges à quatre directions et de poignées de porte intérieures à bouton-poussoir. D'autres caractéristiques uniques étaient un volant télescopique et un compte-tours.
C'était une biplace domestique rare pour l'époque, elle a été conçue pour être une voiture de luxe nerveuse et non une voiture de sport, capable d'atteindre des vitesses de 161 à 185 km/h selon la transmission commandée.

## 1956

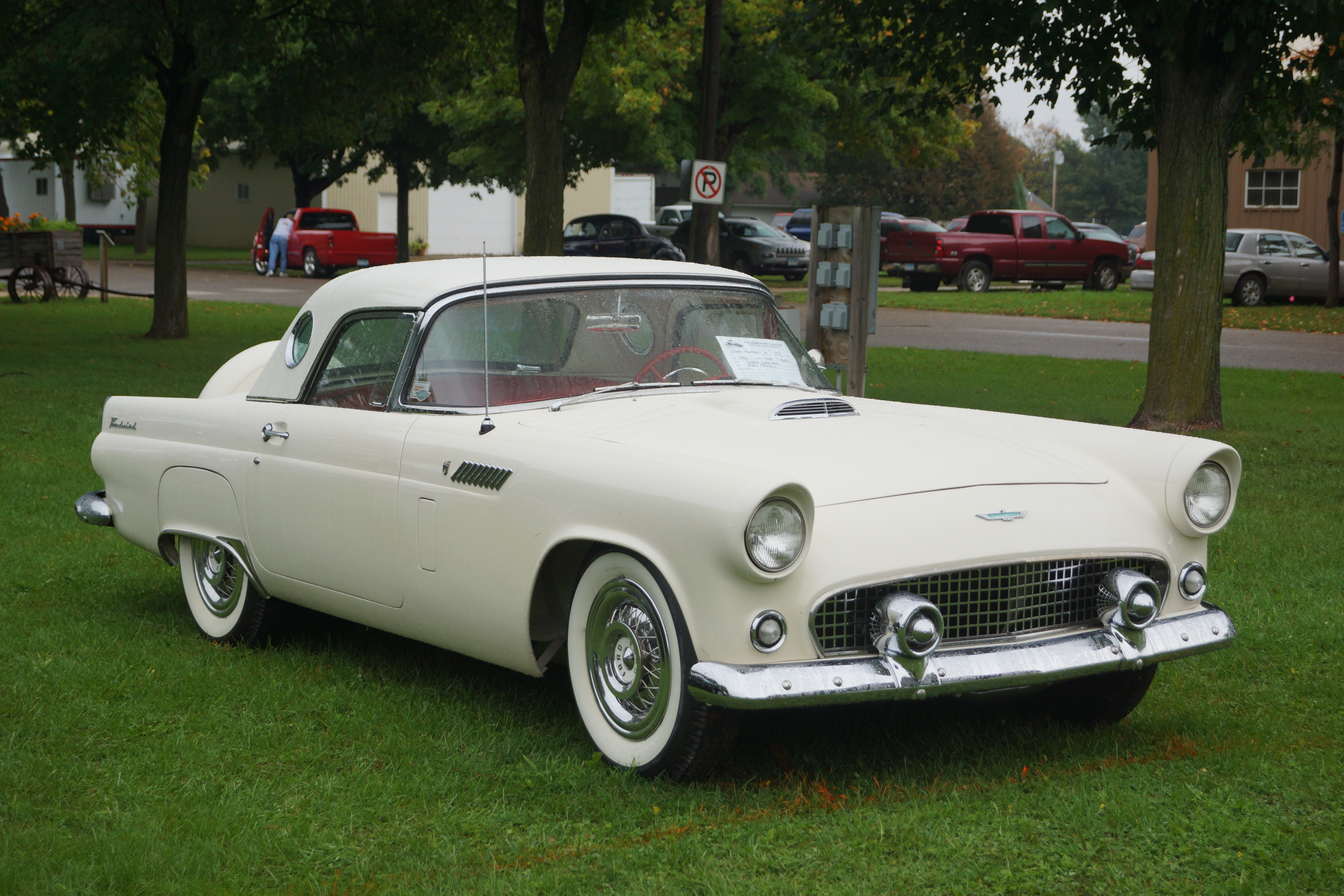
Une Ford Thunderbird de 1956.

Pour l'année modèle 1956, plus d'espace dans le coffre a été ajouté, la roue de secours a été montée à l'extérieur (ce qui a libéré de la place dans le coffre), les embouts d'échappement ont été déplacés aux extrémités du pare-chocs et des entrées d'air ont été ajoutées à l'avant, derrière les roues, pour améliorer la ventilation de l'habitacle. Pour améliorer la visibilité du quart arrière quand le toit rigide amovible était en place, des fenêtres de style « hublot » étaient disponibles en option sans frais. Un moteur V8 Y-block de 5,1 L a été ajouté en option. La production totale pour 1956 a été de 15 631 unités, la plus faible des trois années modèles de la Thunderbird 2 places.

## 1957

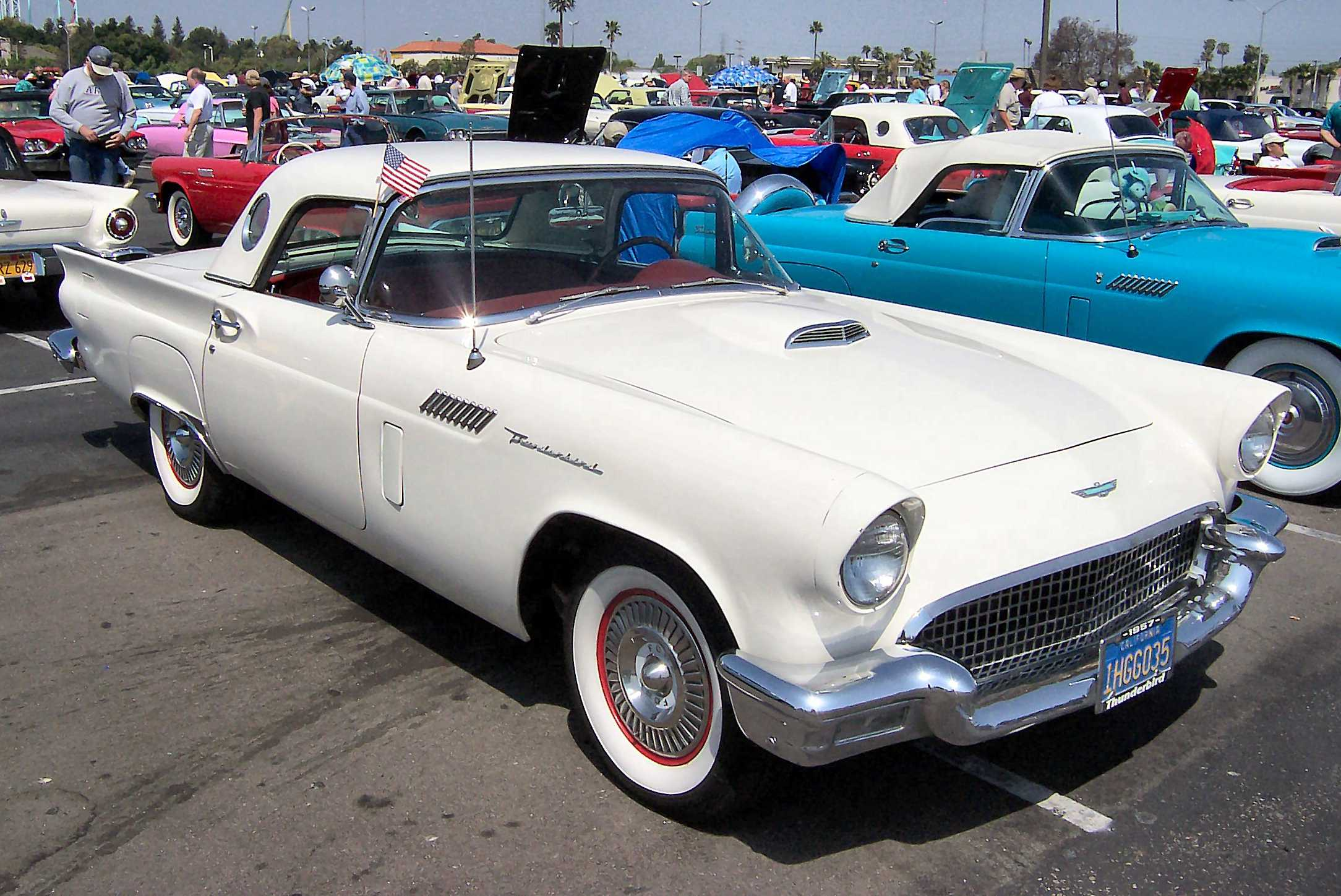
Une Ford Thunderbird 1957.

Pour l'année modèle 1957, le pare-chocs avant a été remodelé, la calandre et les ailerons arrière ont été agrandis et des feux arrière plus grands ont été installés. La roue de secours est retournée à l'intérieur du coffre, qui avait été repensé pour lui permettre d'être montée verticalement. L'inscription latérale « Thunderbird » a été déplacée des ailerons arrière vers les ailes avant. Une nouvelle option proposait les sièges « Dial-o-Matic » à réglage électrique 4 directions qui se déplaçaient vers l'arrière lorsque le contact était coupé pour permettre une sortie et une entrée plus faciles,. 

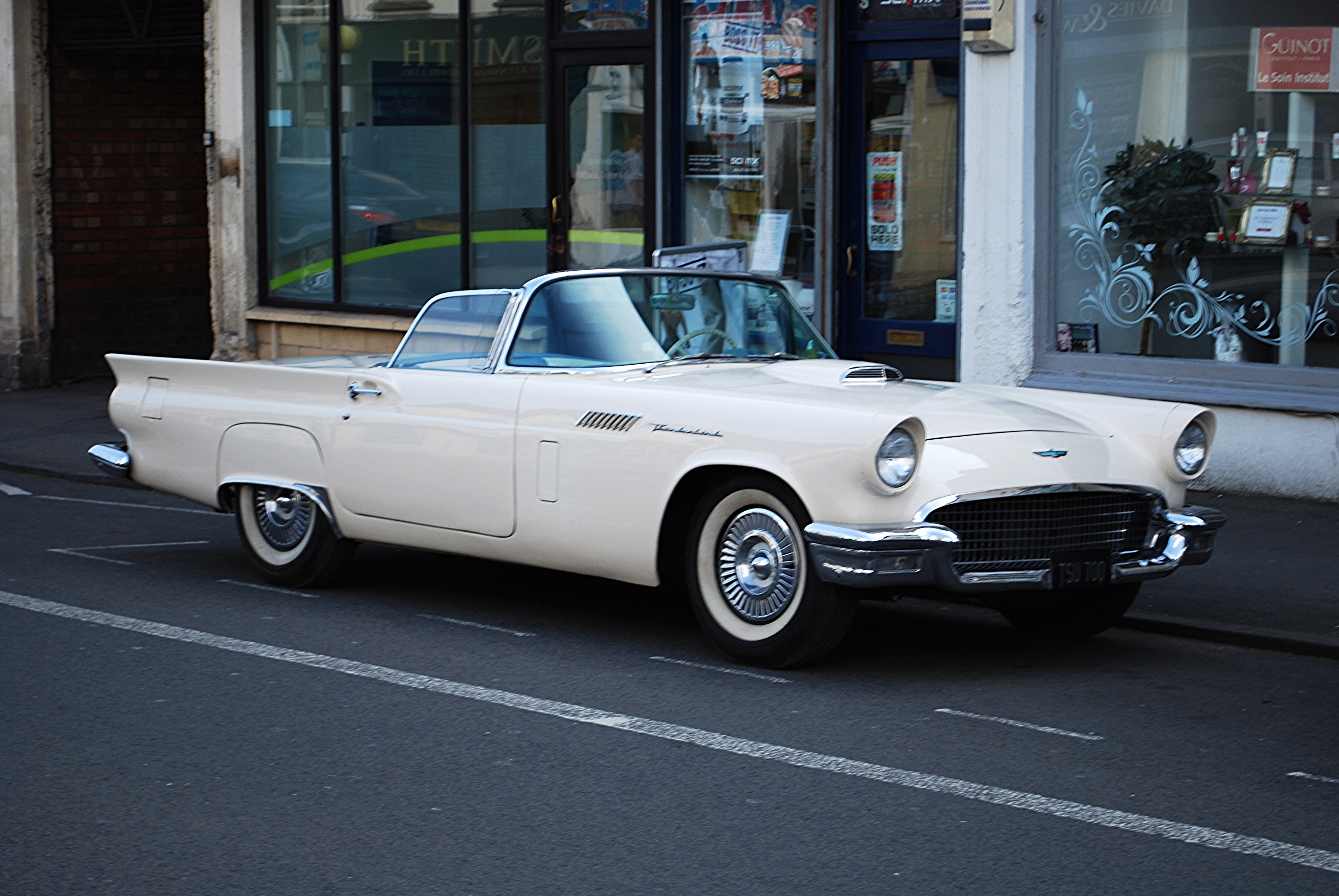
Modèle 1957

En plus du moteur 4,8 L standard et du moteur 5,1 L optionnel, des versions plus performantes du moteur 5,1 L ont été proposées, dont deux avec un carburateur Holley à 4 corps et compresseurs centrifuges McCulloch / Paxton de 304 ch (224 kW) à 4 800 tr/min avec un couple maximal de 595 N m à 2 600 tr/min, ; et 345 ch (254 kW), respectivement. Les ventes de 1957 étaient de 21 380 modèles, dont trois mois de production supplémentaires parce que les modèles de 1958 étaient en retard.
La Ford Thunderbird (deuxième génération) lui succède entre 1958 et 1960, réorientée avec succès en version GT 4 places familiale routière. La Thunderbird de 1957 est la dernière Ford biplace vendue avant la Ford EXP, une sportive compacte de 1982, et la seule Ford Thunderbird convertible deux places jusqu'à la Ford Thunderbird (onzième génération) en 2002.

## Totaux de production

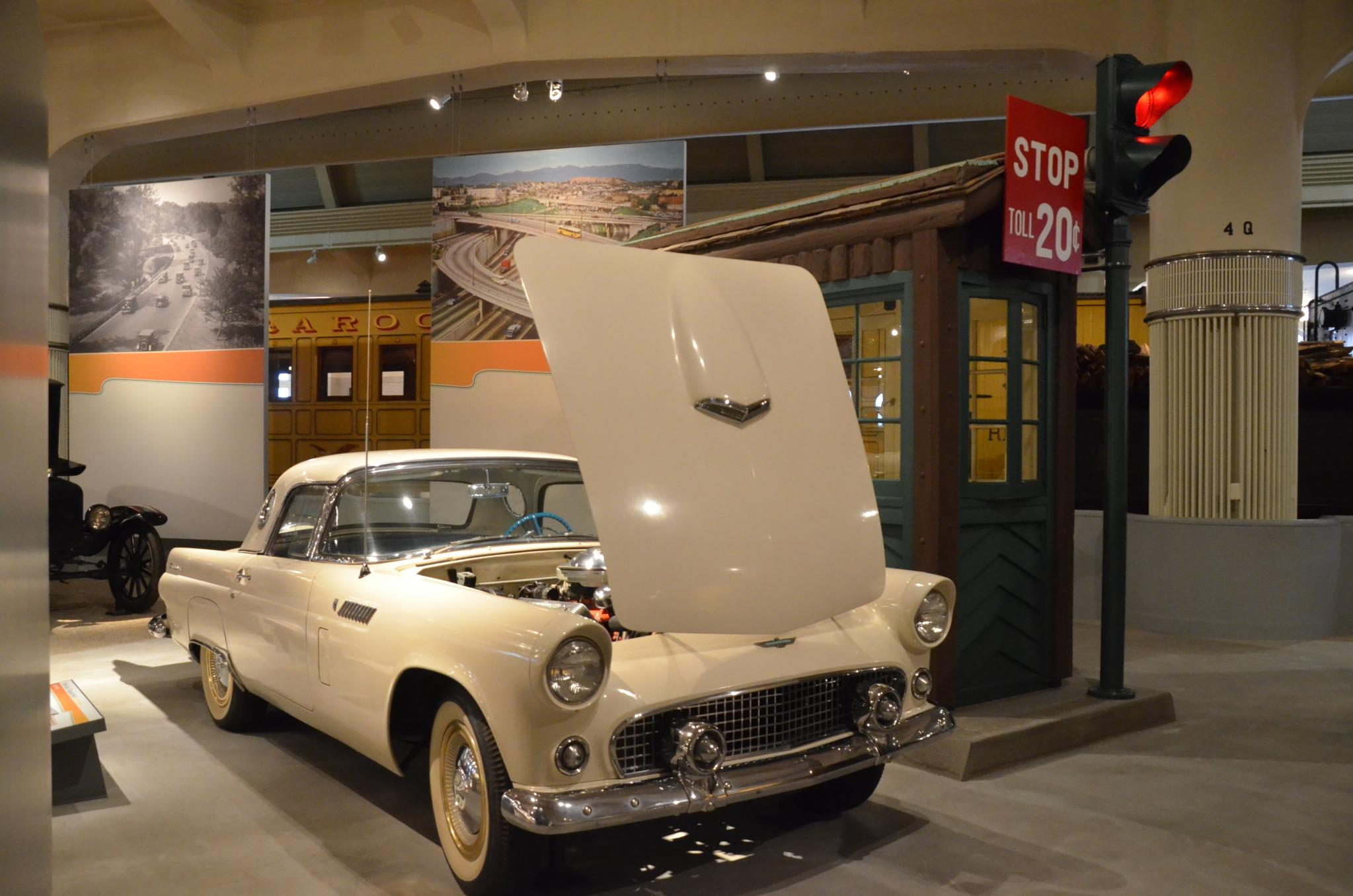
Modèle 1955 du musée The Henry Ford de Dearborn (Michigan)

| Année | Production |
| ----- | ---------- |
| 1955  | 16 155     |
| 1956  | 15 631     |
| 1957  | 21 380     |
| Total | 53 166     |